# Lijst van onroerend erfgoed in Tremelo
Een overzicht van het onroerend erfgoed in de gemeente Tremelo. Het onroerend erfgoed maakt deel uit van het cultureel erfgoed in België.

## Bouwkundig erfgoed
| Object                                         | Erfgoedstatus?   | Bouwjaar of architect | Deelgemeente | Adres                     | Coördinaten                   | Nummer? | Afbeelding                                     |
| ---------------------------------------------- | ---------------- | --------------------- | ------------ | ------------------------- | ----------------------------- | ------- | ---------------------------------------------- |
| Parochiekerk Onze-Lieve-Vrouw-van-Bijstand     | orgel (monument) |                       | Tremelo      | Schrieksebaan             | 50° 59' 30" NB, 4° 42' 19" OL | 43116   | Parochiekerk Onze-Lieve-Vrouw-van-Bijstand     |
| Onze-Lieve-Vrouwekapel                         |                  |                       | Tremelo      | Hilstraat 2               | 50° 59' 28" NB, 4° 42' 13" OL | 43117   | Onze-Lieve-Vrouwekapel                         |
| Pastorie Onze-Lieve-Vrouw-van-Bijstandparochie |                  |                       | Tremelo      | Veldonkstraat 1           | 50° 59' 28" NB, 4° 42' 15" OL | 43119   | Pastorie Onze-Lieve-Vrouw-van-Bijstandparochie |
| Parochiekerk Sint-Anna                         |                  |                       | Baal         | Moorsemsestraat 2         | 50° 59' 44" NB, 4° 45' 13" OL | 43121   | Parochiekerk Sint-Anna                         |
| Afspanning                                     |                  |                       | Baal         | Moorsemsestraat 1-3       | 50° 59' 45" NB, 4° 45' 11" OL | 43122   | Afspanning                                     |
| Pastorie Sint-Annaparochie                     |                  |                       | Baal         | Pastoriestraat 46         | 50° 59' 54" NB, 4° 45' 7" OL  | 43123   | Pastorie Sint-Annaparochie                     |
| Geboortehuis van Pater Damiaan                 | Monument         |                       | Tremelo      | Pater Damiaanstraat 37    |                               | 200202  | Geboortehuis van Pater Damiaan                 |
| Gemeentelijke meisjesschool                    |                  |                       | Tremelo      | Kruisstraat 12            |                               | 213992  | Gemeentelijke meisjesschool                    |
| Conciërgewoning meisjesschool                  |                  |                       | Tremelo      | Kerkstraat 24             |                               | 214023  | Conciërgewoning meisjesschool                  |
| Kasteel Fonteyn                                |                  |                       | Tremelo      | Hilstraat 18-20           |                               | 214128  | Kasteel Fonteyn                                |
| Boerenarbeiderswoning                          |                  |                       | Tremelo      | Hoevestraat 4             |                               | 214129  | Boerenarbeiderswoning                          |
| Veldonkhoeve                                   |                  |                       | Tremelo      | Hoevestraat 8             |                               | 214130  | Veldonkhoeve                                   |
| Heilig Hartkapel                               |                  |                       | Tremelo      | Kruisstraat               |                               | 214131  | Heilig Hartkapel                               |
| Wederopbouwwoning OSB van 1917                 |                  |                       | Tremelo      | Werchtersebaan 22         |                               | 214132  | Wederopbouwwoning OSB van 1917                 |
| Gemeentehuis van Tremelo                       |                  |                       | Tremelo      | Werchtersebaan 1          |                               | 216379  | Gemeentehuis van Tremelo                       |
| Wegkapel                                       |                  |                       | Baal         | Camille Huysmansstraat 60 |                               | 216460  | Wegkapel                                       |